# Madhubangoth
Madhubangoth – gaun wikas samiti w środkowej części Nepalu  w strefie Dźanakpur w dystrykcie Sarlahi. Według nepalskiego spisu powszechnego z 2001 roku liczył on 775 gospodarstw domowych i 4545 mieszkańców (2215 kobiet i 2330 mężczyzn).